# 預言者 (クルアーン)
『預言者』とは、クルアーンにおける第21番目の章（スーラ）。112の節（アーヤ）から成る。
クルアーンに登場する預言者25人のうち、この章では15人が言及されている。

## 内容
1. 清算の日は近づくが、無関心に背き去る。
2. 主は新しい訓戒。彼らはそれを笑い種。
3. その心は悪ふざけ「人に過ぎない。見るのに見えないのか。魔術にかかっているのか。」
4. 主を知らぬのか。天地で語られる全てを知る方を。全聴にして全知である方を。
5. 彼らは語る。「それは夢。それは夢の寄せ集め。人が創り出した傑作。詩。あなたにお願いしよう『われわれに昔のような印を。』」
6. アッラーが滅ぼされた町々。そこにも信仰する者は誰もいなかった。
7. アッラーがそこに遣わされた使徒たち。彼らも人間に過ぎなかった。
8. いつ、アッラーが食物を取らないような体の使徒たちを遣わされたのか。永久に生きる体の使徒たちを遣わされたのか。
9. 彼らはどうなったのか。阿鼻叫喚。叫び。そして、滅び。
10. 哂う者たちよ。これはあなた方への訓戒である。
11. アッラーは悪を行う都市を数限りなく滅ぼされ、そこに別の民を立てられてきた。
12. 懲罰を感じ、そこから逃れようとする者たち。
13. 誰が逃れられようか。楽しんだではないか。そこが住まいではないのか。尋問を受けよ。
14. 彼らは叫ぶ「御赦しを。わたしは確かに不義の徒でした。」
15. 苦しみ。叫び。そして、滅び。
16. アッラーは戯れで天と地を創られたのか。そうではない。
17. 戯れで創られるならば、もっと身近で、手ごろなものをお持ちであられる。
18. 虚偽の獣は、真理によりその頭を砕かれる。虚偽を語る者よ、あなた方は災いだ。
19. 天と地の持ち主の側近、高慢でもなく疲れも知らない者たち。
20. 彼らは、休むことなくアッラーを讃える。
21. 虚偽の獣は言う。「地上から神を得た。人を蘇らせる力ある神を得た。」
22. それはアッラーよりも力あるものなのか。いや、アッラーはその上の玉座におわします。
23. そのような神は尋問されることはない。その神を祭る人こそ尋問を受ける。
24. 人は語る。「我らの神こそアッラー。」と。では、それが真のアッラーであられる証拠を出してみせよ。
25. アッラーはいつも啓示される。「わたしのほかに神はない。わたしに仕えよ。」
26. 虚偽の獣がアッラーと呼ぶもの。彼らは天使。彼らは御子としてあなたにサジダすべき者たち。彼らは栄誉あるしもべ。
27. 天使たちはアッラーの命令に基づき先に動く。アッラーが人々に告げられる前に。
28. 先に天使たち。後に使徒、そして、滅び。虚偽の獣たちは、この天使たちにとりなしを求める。無駄である。天使たちはアッラーに畏れ仕えるのみ。
29. もし、天使たちの内に「わたしは、アッラーとは別の神である。」と語る者があれば、彼らも地獄で永遠の懲罰を受ける。
30. 天使と人。別けて語れば、このようになる。アッラーは全てをご自身の思考により創られ、定められた。
31. 大地に据えられた大きな山々。ここに据えられた大きな山イスラーム。定められる広い道、イブラーヒームの如き純粋な信仰。不信仰な者も、これらによって利を得る山と道。
32. アッラーは天使を配され人々を覆われた。にもかかわらず、背き去る者たち。
33. 昼と夜。太陽と月。これらは定めを示す。
34. 誰も永久に生きる者はいない。誰かが永遠に生きると語ったとしても、誰も死を免れない。
35. 死。人は凶事と吉事により試みられるが、最後は死。皆、アッラーのもとに帰る。
36. 《自分は信仰がある》と語る者。彼らの嘲笑。彼らは慈悲深き方の訓戒を冒涜する。
37. 人は気短に印を求める。だから、アッラーも直ぐにその印を下される。あなた自身を見て御覧。まさに、あなたの上にアッラーはその印を下されている。
38. 彼らは語る「いつ、その懲罰とやらが下ると言うのか。」と。
39. もし、彼らの目が見えるならば、彼らの顔からも、背中からも迫る業火が見えよう。防ぐこともできず、助けるものも誰もいない。
40. 彼らは、すでに囲まれている。それは、突然襲い掛かり、彼らは驚き慌てるが、もはや避ける手段もなく、もはや猶予もされない。
41. 使徒たちは嘲笑に囲まれる。嘲笑した者たちは、その嘲笑ゆえに囲まれる。
42. 彼らはそれが見えず、更に背き去る。
43. 彼らは、《彼らを救う神がある》と信じる。しかし、その神すらも彼らを責める。彼らに残されるのは、彼ら自身のみ。彼らは自分を救うことが出来るのか。
44. 彼らは歌い、踊り、享楽してきた。しかし、期限までである。彼らは自身を勝利者と呼ぶ。本当に彼らは勝利者なのか。
45. これは警告。だが、耳のない者にはこの警告も聞こえない。
46. 彼らにも主の懲罰の息吹が聞こえるようになる。その時、ようやく、彼らは気づく。嘆き。叫び。そして、滅び。
47. 主の秤は公平。イスラームにはクルアーン。キリスト教徒には聖書。仏教徒には仏典。誰も不当に扱われるものはない。
48. ユダヤ教徒には訓戒。ムーサーとハールーンに授けられた識別と光明の訓戒。
49. 見えなくとも主を畏れる者、そして、審判の時を畏れる者への訓戒。
50. そして、このクルアーンも祝福豊かな訓戒。
51. イブラーヒームの如き純粋な信仰。アッラーはそれを愛でられる。
52. それなのに、イスラームと称する者たちよ。あなた方が崇拝する偶像、それは何か。
53. 祖先が崇拝するからと、それに倣う者たちよ。
54. あなた方の祖先とアッラー。どちらを正しいと言うのか。
55. これは真理か戯れか。見抜く力すらもない者たちよ。
56. あなた方の祖先の誰が天地を創ったというのか。わたしである。わたしが天地を創ったのだ。
57. あなた方の偶像とは何か。
58. あなた方は唯一の偶像を以って、他の偶像を壊してきた。
59. 多くの者たちが《我々の神々》とする偶像を。
60. イブラーヒームの如き信仰と騙るものたち。
61. 多くの者たちは、彼らが壊したと言う。
62. イブラーヒームよ、あなたが壊したのか。
63. 彼は答える。「この中の一番大きなアッラーと言う偶像が他を壊した。あなた方の神々に聞いて確かめよ。」
64. 多くの者たちは言う。「いや、壊したのはあなた方だ。」
65. しかし、彼らは自分が口も利けない偶像を拝んでいたことを悟る。
66. 少しも益することも、損することもないものを。
67. 一つ残った偶像。その名もアッラー。
68. もし、本当に力ある方であられるならば、あなたを地獄の業火から救う。
69. 真のアッラーが命じられれば、地獄の炎も冷たくなる。
70. それが偶像であれば、信仰する者は、地獄の炎を恐れる。あなた方はどちらか。
71. 真のアッラーであられるならば、地獄の炎の先に祝福の地。
72. あなたも、あなたの子も、孫も、皆、正しい者とされる。
73. あなたは導師。善行、礼拝、喜捨を啓示される導師。
74. あなたは正しい者。判断力と英知を持ち、破廉恥な町々から救い出された者。
75. アッラーの慈悲があなたを覆う。
76. あなたの祈りは、あなたとあなたの家族を大災難から救う。
77. しかし、偶像であれば、あなたは地獄の炎を恐れ大災難に溺れる。
78. 真のアッラーであれば、争う者、双方の立証者となる。
79. 争う者双方に、判断力と英知。あるは理解者。あるは全てを従わせる力と英知。
80. 争いも、善事の争いとなり、暴力は姿を消す。
81. 争う者双方が、相手を祝福しあう。
82. 悪魔はあれども、悪魔すらも、皆、彼らのために動く。
83. あなたの祈りは聞き届けられ、災厄は福運と形を変える。
84. あなたは家族を得、周りの人々を倍加される。これが慈悲。これが真に仕えるものへの訓戒。
85. あなたは耐え忍ぶ者となる。
86. 正しい者となり、慈悲に浴す。
87. 激怒したとしても、自身のその不義を悔い改めるならば、
88. 苦難より救われる。真のアッラーを正しく信仰するならば、必ず救助される。
89. 真のアッラーはあなたを孤独に留め置かれない。
90. 互いに善事を競う配偶、そして子。だから、謙虚に祈りなさい。
91. 性別は問題にされない。男であろうと、女であろうと、アッラーは自らの霊を吹き込まれる。
92. だから、あなた方は真のアッラーに仕え、イブラーヒームの如き純粋な信仰に集いなさい。わたしがあなた方の主である。
93. 偶像。《その名をアッラー》と呼ぶ偶像に使える者。人による解釈で《これは、こういう意味だ。》と語る者たち。彼らも、皆、われの許に帰ることとなる。
94. 信仰の善し悪しはその形にはない。だから今あるままで善行に励みなさい。その行いは虚しくされない。その信仰も善行ゆえに義とされる。
95. 真のアッラーに背く教え。言葉はあっても、誰も、ここに帰れない。
96. 滅ぼすもの。定めの時、勢いあるものたちがそこに下る。
97. 偶像。その名をアッラーと呼ぶ偶像に使える者。彼らにも、それは見えよう。懺悔、後悔、そして、滅び。
98. 彼らは地獄の薪。地獄の燃料。
99. 彼らはアッラーと言う名の偶像を拝むゆえに、そこを永遠の住処とする。
100. 呻き、嘆き、そして絶望。
101. しかし、彼らとて善行に励むならば、地獄から遠く離される。
102. 彼らの魂の懇願は聞き届けられる。
103. 大きな恐れには悩まされず、天使が彼らを出迎える。
104. 諸天は巻き上げられ、再び創造される。アッラーは必ずこのようにされる。
105. 《この大地は、わたしの正しいしもべが継ぐ》詩篇。
106. そして、これは、その善悪の判定。
107. あなたは誰か。今、これを読むあなたは。わたしはあなたを遣わそう。
108. だから語れ。「神は唯一の神。捏造してはならない。
109. 心の内にアッラーと言う名の偶像を作り出し、それを拝んではならない。
110. あなたが何を拝んでいるのか、アッラーはそれをご存知であられる。心に隠しても、無駄なこと。
111. あなたには猶予が与えられる。それは試みなのか、一時の享楽なのか。わたしは知らない。」
112. 真理による裁きが来る。アッラーは、ご自身を捏造する者にも、このように救いの手を差し伸べられる。